# Mikael Antonsson
Mikael Antonsson (Sillhövda, 1981. május 31. –) svéd labdarúgó, aki jelenleg a Bolognában játszik hátvédként. A svéd válogatott tagjaként ott volt a 2012-es Európa-bajnokságon.

## Pályafutása
Antonsson szülővárosa csapatában, a Sillhövda AIK-ban kezdte pályafutását 1995-ben, két évvel később a svéd bajnok IFK Göteborghoz igazolt. 2004-ig maradt, majd 450 ezer euróért az Austria Wienhez igazolt, ahol a 2005/06-os idényben bajnoki címet ünnepelhetett. 2006 januárjában a Panathinaikószhoz igazolt, ahol kétéves szerződést írt alá. 2007 nyarán ismét csapatot váltott, a København játékosa lett. Ott három bajnoki címet és egy kupát nyert. 2011-ben ingyen a Bolognához szerződött.

## Válogatott
Antonsson 2004-ben mutatkozott be a svéd válogatottban. Bekerült a svédek 2012-es Európa-bajnokságra utazó keretébe.

## Sikerei, díjai

### Klubcsapatban

#### Austria Wien
- Osztrák bajnok: 2005/06
- Osztrák kupagyőztes: 2005, 2006

#### København
- Dán bajnok: 2008/09, 2009/10, 2010/11
- Dán kupagyőztes: 2009

## Fordítás
- Ez a szócikk részben vagy egészben  a   Mikael Antonsson című angol Wikipédia-szócikk fordításán alapul.  Az eredeti cikk szerkesztőit annak laptörténete sorolja fel. Ez a jelzés csupán a megfogalmazás eredetét és a szerzői jogokat jelzi, nem szolgál a cikkben szereplő információk forrásmegjelöléseként.